# Nele Karajlić
Nenad Janković (cirílico serbio: Ненад Јанковић; pronunciación serbia: [nênaːd jǎŋkoʋit͡ɕ]; nacido el 11 de diciembre de 1962) y apodado Dr Nele Karajlić (cirílico serbio: Др Неле Карајлић), es un cantante, actor, escritor y compositor serbio. Conocido como uno de los fundadores del movimiento cultural Nuevo Primitivismo en su ciudad natal de Sarajevo, también fue el cantante principal y coautor de una de las bandas más conocidas de la antigua Yugoslavia, Emir Kusturica and the No Smoking Orchestra. Co-creó y participó en los programas de televisión Top lista nadrealista (The Surrealist Hit Parade) y Složna braća. Durante la Guerra de Bosnia, Nele se trasladó a Belgrado, donde formó una de las dos facciones descendientes de Zabranjeno Pušenje. A esa astilla de la banda se unió el cineasta Emir Kusturica, y la renombró The No Smoking Orchestra.

## Biografía
Janković nació el 11 de diciembre de 1962, en Sarajevo,SFR Yugoslavia, hoy Bosnia y Herzegovina se convierte en una familia de clase media. 
Su padre, Srđan Janković, era lingüista y profesor deCiencias orientales en elFacultad de Filosofía de la Universidad de Sarajevo. En su juventud, Nenad era un niño travieso con poca capacidad de atención.
Siguiendo los pasos de su padre, Janković también estudió orientalismo en la misma escuela donde su padre enseñaba. Sin embargo, a medida que su carrera musical y televisiva despegó, los estudios ya no eran una prioridad y nunca los terminó.
Al principio tomó unnom de guerre "Dr Nele Karajlić" como una broma interna. Se suponía que el nombre iba a recordar la práctica en tiempos de guerra deConspiradores partidistas deSegunda Guerra Mundial, que fueron leonizados en películas y series de televisión patrocinadas por el estado. El apellido Karajlić recuerda vagamente a la ascendencia musulmana bosnia, ofuscando su ascendencia serbia, a pesar de que fue fabricada en su totalidad. Otros miembros y amigos de Zabranjeno Pušenje fueron apodados de manera similar y engañosa. "Más tarde resultó ser útil", dijo una vez, "ya que nadie fuera de nuestro grupo podía decir realmente qué nacionalidad éramos cuando comenzaron las tensiones étnicas de antes de la guerra". ^[1]

## Carrera musical
Cuando la música y el shtick de Zabranjeno Pušenje comenzaron a alcanzarse por todas partesex Yugoslavia a mediados de los años 80, Nele se convirtió en una de las figuras públicas más conocidas de todo el país. Su estilo deliberadamente bajo y descuidado se combinó con una racha filosófica similar deNuevo primitivismo que la banda afirmó seguir y propagar.
Nunca se contentó con dejar que la música hablara, Nele a menudo se dedicaba a asuntos que sabía que crearían revuelo. Algunos de ellos, como el ahora famoso "episodio de Marshall" (cuando Nele declaró durante un concierto "El Marshall gruñoró". Quiero decir, el amplificador"), parece ridículamente benigno e inocuo para los estándares actuales, pero sin embargo planteó un furor en el post-TitoYugoslavia socialista de la década de 1980. Las conferencias de prensa previas al espectáculo de la banda a menudo asumieron la forma de un club de debate con encantadores periodistas de Nele mientras pontificaban sobre temas que van desde el fútbol de la liga inferior hastaKarl Marx'sManifiesto. Era en parte una herramienta de publicidad, en parte teatro sociopolítico.
En cuanto al comportamiento en el escenario, el Dr. Nele Karajlić fue probablemente el primer líder del rock de Yugo en adoptar un enfoque verdaderamente activo frente a una multitud. Utilizando completamente el equipo de escenario, subía las paredes del escenario, se sumergía en el público, se arrancaba la ropa, simulabafellatio en los micrófonos, voltea las multitudes, etc. Una ocasión en particular durante la gira de 1985/86 enSala de conciertos de Vatroslav Lisinski enZagreb (lugar que generalmente alberga cantantes de ópera y orquestas sinfónicas y, por lo tanto, tiene un piano de concierto en el escenario) lo vio subirse a dicho piano, y proceder aseco jorobado durante un período prolongado, todo lo cual le dio una gran alegría de la multitud, pero también logró ofender a muchos puristas.
La banda empezó a llegar a lo grande bastante rápido. Su álbum debut Das ist Walter apareció en junio de 1984 y pronto se hizo evidente que su popularidad pronto crecería más allá de la ciudad de Sarajevo. Siguió una gira nacional, que llamó más la atención de Nele. Jugaron un espectáculo agotado (6.000 personas) enHala sportova en Belgrado el 4 de noviembre de 1984. En ese momento, Nele también estaba protagonizando elEl mejor programa de televisión de comedia de sketches nadrealistas, que pronto lo convierte en una celebridad. Su cara comenzó a aparecer en carteles desplegables en revistas de entretenimiento y los medios de comunicación hablaron de él.
Durante los siguientes siete años, Zabranjeno Pušenje grabó tres álbumes de estudio más y tocó innumerables arenas agotadas hasta, a finales de 1991, Nele y Davor Sučić (también conocido como "Sejo Sexon") decidieron ir por caminos separados. La relación Nele-Sejo siempre fue el núcleo de la banda. Después de haber escrito letras y música para la mayoría de las canciones, el dúo dirigía la banda, mientras que el resto del grupo empleó una política de puertas giratorias. Las circunstancias en las que Zabranjeno Pušenje dejó de existir en su primera encarnación no están del todo claras. En entrevistas posteriores, Nele ha declarado explícitamente que Zabranjeno Pušenje se disolvió cuando Sejo le informó de que no quería jugar más a finales de 1991 y que no tenía nada que ver con la guerra, mientras que Sejo parece sugerir que la ruptura ocurrió implícitamente cuando Nele huyó a Belgrado en la primavera de 1992, poco después de que las peleas No hay indicios de que se hayan conocido cara a cara desde entonces, excepto después de que el padre de Sejo muriera y se reunieran para una noche bebiendo en un bar. Su ya compleja relación entre la amistad entre el trabajo y el negocio se agobió aún más por su origen étnico: Nele es unaSerbio, mientras que Sejo se está identificando como bosnio, aunque deAscendencia croata. Aunque nunca son abiertamente hostiles en las entrevistas cuando se aborda el tema de los viejos tiempos, ambos hombres tratan notablemente de proyectar un aire de indiferencia el uno sobre el otro.

## Dr. Karajlić va a Belgrado
Nele era un refugiado, aunque famoso. Junto con su esposa Sanja y su hija pequeña, pasó sus primeros días en Belgrado en el apartamento perteneciente aRambo Amadeus. 
En su mayor parte, la música era lo más lejano que tenía en mente durante este período. Se le podía ver al otro lado de la ciudad esperando en filas frente a diferentes organizaciones benéficas comoADRA enviará paquetes de alimentos a los miembros de la familia en Sarajevo, que estaba siendo asedio por las fuerzas serbias.
Su primer concierto musical post-original de Zabranjeno Pušenje fue un dúo de baja publicidad conToni Montano en una pista rápidamente olvidada llamada "Srećna porodica". A lo largo del período de 1993 a 1996, Nele tocó con diferentes músicos de forma recreativa bajo el nombre de Zabranjeno Pušenje. No grabó ningún material nuevo y ocasionalmente toaba una o dos citas extrañas en Belgrado. En septiembre de 1995 viajó aToronto, donde se reunió con Mladen Pavičić 'Pava', anteriormente dePlavi Orkestar, y algunos músicos locales, como el baterista Boris Daich y el bajista Nenad Stanojevic, para un espectáculo de Zabranjeno Pušenje. Durante este tiempo también recopiló y perfeccionó material para un posible nuevo álbum, aunque no estaba muy seguro de cuándo o incluso si le gustaría lanzarlo. O, para el caso, si el público de Belgrado todavía tenía algún interés en un rockero sin banda de Sarajevo.
El evento que finalmente le hizo darse cuenta de que todavía podía ser relevante fue un concierto en BelgradoEstadio Tašmajdan, que la banda reservó un poco pretenciosamente para el 13 de septiembre de 1996. 
El lugar tiene capacidad para alrededor de 10.000 personas y el plan era tocar viejas canciones de Zabranjeno Pušenje con algo de material nuevo sin terminar espolvoreado por todas partes. Sorprendentemente, el estadio estaba lleno y el espectáculo se convirtió en un triunfo de regreso para Nele que no podía estropearse ni siquiera por la lluvia torrencial. A la fuerza de su éxito en Belgrado, la nueva banda se embarcó en un minitour a través deSR Yugoslavia,Macedonia,Bosnia yEslovenia, durante la cual tocaron algunos conciertos memorables en la arena enNovi Triste,Skopje,Banja Luka yLjubljana.
Esta repentina y inesperada oleada de interés público hizo que Nele se sintiera más responsable por la calidad del material a punto de ser lanzado, por lo que pospuso la fecha de lanzamiento del álbum ya establecida porque sentía que las canciones todavía no eran lo suficientemente apretadas. Finalmente, en 1997, la fracción de Belgrado de Zabranjeno Pušenje (de la que Nele era el único miembro original) lanzó Ja nisam odavle (no soy de alrededor de la era) que le fue muy bien comercialmente en Serbia, incluso si las críticas no eran tan brillantes.
En 1998, miembros del Zabranjeno Pušenje de Belgrado unieron fuerzas conRiblja Čorba'sBora Đorđević bajo el nombre de Riblje Pušenje (Fish Smoking) para grabar dos canciones de fans de Yugoslavia para el próximo fútbolCopa del Mundo en Francia. Dos canciones tituladas "Pobednička Pesma" (Canción de los ganadores) y "Gubitnička Pesma" (Canción de los perdedores) presentaban a Nele y Bora cantando alabanzas e insultos, respectivamente, alEquipo nacional de la República Yugoslava. La idea era tener una canción lista para cada caso: victoria y derrota.
Alrededor de esta época, Nele colaboró con el director de cine y ex bajista Zabranjeno Pušenje,Emir Kusturica, en la banda sonora delPelícula de Gato Negro, Gato Blanco. Fuera de ese registro, la canción "Pit bull" se convirtió en un éxito moderado, así como en "Bubamara", una versión gitana de "Ženi nam se Vukota" (Vukota's Getting Married) de Ja nisam odavle.

## The No Smoking Orquesta
Black Cat, White Cat terminó su vida teatral, Nele y la banda fueron abordadas por Emir Kusturica para una gira italiana en el verano de 1999, justo después delBombardeo de la OTAN en el República Yugoslava Federal de Yugoslavia. 
La idea era obviamente montar la ola de la popularidad de Kusturica para que la banda pasara a llamarse Emir Kusturica & The No Smoking Orchestra, incluso si el famoso director tenía un papel musical bastante menor. La gira llamada Effeti Collaterali fue un gran éxito y pronto lanzaron un álbum en toda Europa paraUniversal llamado Unza Unza Time.
Esta fue la tercera encarnación de Zabranjeno pusenje (segunda después de la separación de Nele de la banda original). Acabaron con el sonido tradicional del rock'n'roll, pero mantuvieron la actitud. La guitarra en auge se puso a un segundo plano para el acordeón y el violín, mientras que el aullido áspero de Nele asumió un tono más sedado. En el documental de 2001 Super 8 Stories legendarioJoe Strummer, claramente sin palabras, describe su sonido como "esta loca música de boda grecojudía del pasado... y del futuro".
Esa película, dirigida porKusturica detalla lo que sucede a lo largo de sus dos primeras giras. Un segundo que comenzó en la primavera de 2000 les vio visitar ciudades de Francia, España,Portugal, Alemania y, por supuesto, Italia, que en ese momento se había convertido en su base de negocios.
La agenda de giras de la banda se estableció en torno al calendario de películas de Kusturica (estaba filmandoLa vida es un milagro en ese momento), por lo que esperaron hasta 2004 para la próxima gira que, además de sus terrenos habituales, también los llevó a lugares comoArgentina, Brasil, Chile,Venezuela e Israel.
Incluso si ya no tiene la facturación más alta, Nele sigue siendo el líder de facto de la banda. El papel de Kusturica es el de unCaballo de Troya: su poder estelar atrae a la gente a los espectáculos, luego habla un poco al principio y entre algunas canciones (a menudo entregadas a propósito en inglés roto) y finalmente entrega al público a Nele & Co. Siendo consciente de sus limitadas capacidades de tocar, Kustarica toma un papel en el segundo plano como guitarrista rítmico.
Es una configuración que se adapta a Nele. Él y la banda probablemente nunca tendrían la oportunidad de lograr una carrera musical internacional por su cuenta y es por eso que Nele a menudo se opoja el enfoque de Kusturica y la posterior transformación de la banda a "alguien abriendo una ventana en una habitación congestionada".
Irónicamente, este cambio de imagen les robó una gran popularidad en su casa en Serbia. Esto fue más evidente el 3 de julio de 2004, cuando tocaron su primer y hasta ahora único espectáculo nacional enBelgrado. Conceptualmente iba a ser una celebración del 20 aniversario de la banda (si se asume continuidad a través de todas las encarnaciones de la banda) para la que unieron fuerzas con otro favorito localRiblja Čorba, que celebraba su 25o.
El concierto atrajo 40.000, pero rápidamente se volvió desagradable después de que No Smoking Orchestra subiera al escenario. La multitud toleró fríamente su nuevo shtick (canciones en español, alemán,Romany e inglés, el nuevo etno getup de Nele, etc.) a lo largo de las primeras canciones, pero pronto comenzó a mostrar hostilidad cuando quedó claro que los viejos clásicos no se tocarían. En lugar de Zabranjeno Pušenje, la multitud consiguió The No Smoking Orchestra, y no les gustó. El escenario estaba lleno de botellas de agua de plástico medio llenas, lo que obligó a la banda a abandonar su set después de apenas 40 minutos. Fue un regreso a casa desagradable y una declaración clara de que su nuevo estilo no es bienvenido por los fanáticos incondicionales.
La banda no se detendió en ello y continuaron la gira, cruzando Europa, América del Sur e incluso partes de Asia. En mayo de 2005 dieron un espectáculo enCannes, Francia, durante elfestival de cine para una multitud de la industria del cine, incluyendo Salma Hayek y Javier Bardem. 

En junio de 2014, se publicó la autobiografía de Karajlić Fajront u Sarajevu (Última llamada en Sarajevo). Además de las críticas y avisos brillantes, también le fue bien comercialmente, vendiendo más de 80.000 copias a finales de 2014. También escribió los archivos del FBI-Tesla, los hermanos Unidos y los 28 de Tesalónica.[ 2]